# Дух часу: Наступний крок
«Дух часу: Наступний крок» (англ. Zeitgeist: Moving Forward ) — третій фільм Пітера Джозефа в серії документальних фільмів «Дух часу». У фільмі беруть участь фахівці в галузі суспільної охорони здоров'я, антропології, нейропсихології, енергетики, технологій, соціальних наук та інших відповідних напрямків, що відносяться до громадської діяльності і культури. Три центральні теми фільму — людська поведінка, грошова економіка та прикладна наука. У фільмі робиться спроба усвідомлення поточної соціальної парадигми. Пропонується радикальний підхід до вирішення глобальних проблем сучасності: збройних конфліктів, низького рівня життя, корупції, злочинності, аморальної поведінки, екологічної кризи та інших регресивних процесів.

## Дата виходу фільму
Спочатку вихід фільму планувався на жовтень 2010 року. Потім вихід був анонсований на грудень. Потім термін був відсунутий на січень 2011 року.
Світова прем'єра фільму в кінотеатрах відбулася 15 січня 2011 року. Фільм був перекладений активістами руху 31 мовою. За 10 днів пройшли покази в 60 країнах, 291 місті в 341 кінотеатрі. Попередні дві частини фільму (Дух часу, Дух часу: Додаток) спочатку викладалися в Інтернеті і не мали прем'єр у кінотеатрах.
25 січня 2011 року відбувся офіційний інтернет-реліз фільму на Youtube. За перші 5 днів інтернет-версія фільму була переглянута понад 1 мільйон разів. У кінці січня 2011 року на офіційному сайті стала доступна для скачування DVD-версія з субтитрами кількома мовами.

## Використання графічних ефектів
У фільмі активно використовуються численні 2D і 3D візуальні ефекти. Відповідно до висловлювань режисера, в порівнянні з минулим фільмом він є «набагато більш складним, [має] набагато більш драматичні елементи, більш складну анімацію, — так що мені довелося найняти велику кількість людей, щоб зняти фільм з використанням 3D і 2D, — і масу [епізодів], намальованих вручну».

## Зміст фільму
«Дух часу: Наступний крок» складається з чотирьох частин. Кожна частина містить інтерв'ю з фахівцем і розповідь на тлі анімації і документальних кадрів.

### Частина перша: Природа людини
Фільм починається з розповіді про себе Жака Фреско (засновника проекту «Венера»). Він описує, як в 14 років відмовився приносити клятву вірності прапору США, мотивуючи відмову тим, що «своїми досягненнями Америка зобов'язана іншим культурам і націям, і я б вважав за краще принести клятву вірності Землі і всім її мешканцям». Фреско порівнює ситуацію під час Великої депресії і Другої світової війни, зробивши основний акцент на зубожінні виробництва в мирний час, спричиненому економічними факторами, і можливість розвитку виробництва навіть у воєнний час, за умови розумного розподілу ресурсів. Фреско закликає покінчити з існуючою економічною моделлю, яка, на його думку, не дозволяє розумно та економно використовувати наявні ресурси.
Ряд професорів і лікарів-практиків порушують питання про співвідношення впливу на поведінку людини виховання, навколишнього середовища та спадкової інформації. Показується, що генетично обумовлено не дуже багато захворювань. Навіть якщо є спадкова схильність, це зовсім не означає приреченість і неминучість розвитку захворювання. Умови життя можуть як активувати «сплячі» гени, так і пригнічувати дію активних. Як приклад наводився голландський голод 1944 року. Діти, які народилися після тривалого голодування їхніх матерів під час вагітності, згодом частіше мали надмірну вагу. Робиться висновок про те, що саме навколишнє природне і соціальне середовище визначає поведінку людини, а зовсім не генетична спадковість. Це стосується і таких якостей, як жорстокість, насильство, антисоціальна поведінка, які обумовлені соціальними, економічними і політичними факторами.

### Частина друга: Соціальна патологія
Журналістами робиться спроба критично поглянути на економічну модель суспільства: наскільки дійсно необхідні гроші, право приватної власності, відмінності повноважень і прав економічних агентів. Витоки сучасної економічної моделі вбачаються в роботах Джона Локка (опис засад приватної власності в роботі «Два трактати про правління», 1689) і Адама Сміта (опис автономного і самодостатнього процесу вирівнювання попиту та пропозиції в результаті переслідування егоїстичних інтересів учасників ринку, який Сміт образно назвав «невидима рука ринку» в роботі Дослідження про природу і причини багатства народів, 1776 рік).
Розглядається необхідність для виробників створення циклічного споживання. «Заплановане застарівання» трактується як один з важливих побічних ефектів ринкової системи, коли товари навмисно робляться низької якості, що призводить до більш швидкої їх заміни на нові, але це призводить до марнування ресурсів. Цю економічну парадигму називають анти-економікою в зв'язку з її ресурсним марнотратством.
У фільмі робиться припущення, що наявна економічна модель призводить або до банкрутства або до гіперінфляції. Обґрунтуванням для цього висновку стає припущення, що всі сучасні гроші з'являються внаслідок позик. У фільмі передбачається, що гроші для сплати відсотків за цими позиками не надходять до обігу і отримати їх можна нібито тільки у вигляді нових позик. Робиться висновок, що така модель веде до експоненціального зростання грошової маси і до зниження вартості грошей. Підтвердженням тому служить інфляція, яка за станом на січень 2011 року становила близько 2100 % в порівнянні з січнем 1914 роки (федеральна резервна система США була заснована в грудні 1913 року).

### Частина третя: Проект Земля
Ця частина є продовженням розгляду технократичних ідей Жака Фреско про «ресурсо-орієнтовану економіку», яким було надано багато місця в попередньому фільмі Дух часу: Додаток. Діалог веде до думки про те, що ресурси Землі повинні бути враховані і розподілятися для задоволення потреб людей з максимальною ефективністю через глобальне застосування існуючих революційних технологій у виробництві і розподілі благ. Це і є основою «ресурсо-орієнтованої економіки», при якій і гроші, і робота заради грошей, підуть в минуле. Описані різні технології для поліпшення цивілізації: самодостатні міста, сільське господарство на гідропоніці і аеропоніці, магнітоплан і електромобіль як основа транспорту. Виробництво і будівництво повинні бути якнайбільше автоматизовані, в тому числі зі застосуванням технології тривимірного друку. Багато уваги у фільмі приділено енергетичним технологіям: фотогенерувальні фарби, вітрогенератори, п'єзоелектричний ефект, геотермальні джерела енергії.

### Частина четверта: Зростання
Поточний стан світових справ оцінюється як критичний. Подальше використання нафти розглядається як загроза для прогресу цивілізації. Її використання забруднює довкілля. Вся світова економіка прив'язана до нафти, і після того, як вона скінчиться, настане крах світової економіки, що може призвести до повернення людей до аграрної економіки або вимирання. За даними Організації Об'єднаних Націй, в даний час 18 000 людей в день вмирають від голоду. Відповідно до ООН, глобальний рівень бідності збільшився в два рази з 1970 року. Зараз розрив між багатими і бідними більший, ніж будь-коли з початку промислової революції. Станом на 2006 рік 1 % найбагатших людей володіють більш ніж 40 % багатств планети. Згідно з іншими оцінками, 2 % найбагатших володіють більш ніж 50 % багатств планети.
Фільм закінчується протистоянням на вулиці Таймс-сквер у Нью-Йорку між демонстрантами та поліцією в захисному спорядженні. Люди забирають трильйони доларів з банків світу, потім приносять гроші до дверей банків і звалюють їх у величезні купи. Поліція не протидіє їм і йде у відставку. Далі це перетворюється в урок історії в новому світі, де долар діти розглядають як музейний експонат.

## Перелік фахівців, які взяли участь у фільмі
Культура і психологія
- Роберт Сапольскі — професор неврології, Стенфордський університет
- Dr. Gabor Mate[en] — канадський лікар
- Richard Wilkinson[en] — почесний професор соціальної епідеміології, Ноттингемський університет
- Dr. James Gilligan[en] — колишній директор «Центру з вивчення питань насильства», Гарвардська медична школа

Економіка
- Dr. John Mcmurtry[en] — почесний професор філософії моралі і етики університету канадського містечка Гуелф
- Макс Кайзер — телеведучий, кінорежисер, в минулому трейдер, веде власну програму «The Keiser Report» на російському телеканалі RT.
- Dr. Colin J. Campbell[en] — геолог-нафтовик
- Jeremy J. Gilbert — інженер-нафтовик
- Michael C. Ruppert[en] — політичний репортер

Технології
- Dr. Berok Khoshnevis — професор промислової системотехніки, Університет Південної Каліфорнії
- Dr. Adrian Bowyer[en] — винахідник у сфері енергетики, університет англійського міста Бат

## Критика

### Перша частина
У фільмі міркування з області психіатрії та генетики автоматично переносяться на політичні та економічні явища. В один ряд з наркоманією, трудоголізмом, шопоголізм і іншими залежними варіантами поведінки і звичками ставляться «жадоба влади», прагнення корпорацій до зростання, «залежність [економіки] від нафти», «залежність від доходу», тобто явища, продиктовані дією об'єктивних економічних і соціальних законів в умовах обмеженості природних і людських ресурсів, оголошуються «звичкою», від якої начебто можна позбутися. Коли лікарі говорять про медичні аспекти — це компетентно і професійно. Але виникають питання про їх компетентності, коли вони починають по аналогії міркувати про суспільні явища без розгляду механізмів дій об'єктивних соціальних законів.
Фраза «Існує міф про те, що наркотики викликають залежність … Адже нічого насправді її не викликає. Немає ні речовин, ні наркотиків, які самі по собі викликають звикання» подається без будь-яких посилань на джерела або дослідження, ігнорується факт наявності абстинентного синдрому, мовляв, фізичну залежність викликає лише кілька речовин з сотень внесених до списків наркотичних речовин.

### Друга частина
В одному з інтерв'ю Пітер Джозеф визнається, що сам не будучи економістом, він не вважає економіку наукою, а критику його підходів економістами вважає заснованої на упередженості та емоціях, на небажанні академіків що-небудь міняти у вигаданих економічних законах. У фільмі при обговоренні питань не беруть участь професійні економісти. В якості фахівців з економіки виступають журналісти, інженери і професор філософії моралі. Автор явно ігнорує постійні суперечки різних наукових шкіл не тільки про конкретні речі, а й про фундаментальні основи економіки. Прикладом таких внутрішніх дискусій можуть служити Кембриджська суперечка про капітал або доповідь «Криза економічної теорії» російського економіста, академіка РАН В. М. Полтеровича, який ще в 1998 році показав, що сучасна економічна наука відчуває глибоку і затяжну економічну кризу: поставлене в низці класичних робіт завдання побудови економічної теорії за зразком фізики, мабуть нездійсненне. В інтерв'ю журналу «Експерт» Віктор Полтерович розвинув свої погляди: «… ряд фундаментальних завдань, які ставила перед собою економічна наука, так і залишилися невирішеними. Передбачення глобальних криз в тому числі. … Щоб стати точною наукою, економіці бракує сталого емпірично перевіряємого співвідношення між фундаментальними змінними (як закони Ньютона), а знайти його не вдається. Тому що ситуація в економічній реальності змінюється настільки швидко, що ми не встигаємо її вивчати. Більш того, кожне здобуте знання, що має відношення до практики, засвоюється економічними агентами, змінює їх поведінку і тим самим значною мірою знецінюється. У статті 1998 року я писав про кризу економічної теорії. Думаю, що ця криза триває».
У фільмі «право власності» трактується не як об'єктивний соціальний інститут, досить докладно розроблений ще в Римському праві, а як «винахід» Джона Локка: "Все почалося з Джона Локка. Він ввів поняття власності … ".
Невидима рука ринку трактується як певна релігійна ідея А. Сміта, в той час як у Сміта це лише образний вираз для позначення ситуації, коли розмір прибутку подає виробнику сигнал про те, якого товару треба більше, а виробництво якого варто скоротити. Сміт лише описував і аналізував уже наявні економічні механізми, а не придумував нові. Тому звинувачення, що звучать у фільмі на його адресу як співавтора «экогеноциду», слід адресувати до економічних законів, а не до їх дослідника. Хоча питання про непряму причетність Адама Сміта до геноциду розглядається і в деяких інших дослідженнях.
Відома позиція Сміта про перевагу інституту вільного підприємництва та мінімізації ролі держави в економіці є лише висновком з його наукових досліджень економічних явищ на етапі розвитку капіталізму. Ці погляди мали важливе значення для подальшої економічної практики, забезпечивши як швидкий розвиток капіталістичних суспільств, так і швидкий прояв проблем, пов'язаних з їх внутрішньої економічної суперечністю. Пізніші автори на підставі образної метафори Сміта про «невидиму руку» приписували йому введення в економіку божественого провидіння. Таке трактування висував Людвіг фон Мізес у роботі «Людська діяльність». Також інтерпретував дане положення Сміта Річард Генрі Тоуні у своїй роботі «Релігія і становлення капіталізму». При цьому сам Сміт цю фразу згадав майже мимохідь при міркуванні про механізми зовнішньої торгівлі і ролі підприємця.

## Ідеї попередників
Ідеї про міста майбутнього висловлювалися і раніше: наприклад, «Місто-сад» англійського соціолога-утопіста Ебенізер Говарда, «Місто Сонця» італійського утопіста Томмазо Кампанелла.